# Madeleine Lindberg
Madeleine Lindberg, född 2 mars 1972, är en svensk cyklist som representerade Sverige i OS 1992 och 2004. Hennes främsta merit är en bronsmedalj från linjeloppet i VM år 2000. Under OS 2008 var Lindberg expertkommentator för SVT vid cykeltävlingarna.